# 玖珠郡

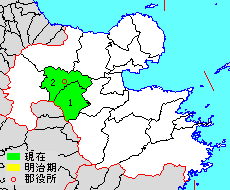
大分県玖珠郡の位置（1.九重町 2.玖珠町）

- 令制国一覧 > 西海道 > 豊後国 > 玖珠郡
- 日本 > 九州地方 > 大分県 > 玖珠郡

玖珠郡（くすぐん）は、大分県（豊後国）の郡。
人口20,821人、面積557.97km²、人口密度37.3人/km²。（2025年2月1日、推計人口）
以下の2町を含む。
- 九重町（ここのえまち）
- 玖珠町（くすまち）

## 郡域
1878年（明治11年）に行政区画として発足した当時の郡域は、上記2町のまま変更されていない。

## 歴史

### 古代
太宰府出土の木簡に、「久須評」と書かれたものがあり、7世紀の評制時代の球珠郡のことと推定される。評が郡に改称したのは大宝元年（701年）である。
天平12年（740年）頃までに成立したとされる『豊後国風土記』において、豊後国の8つの郡のひとつとして球珠郡（漢字が現在の「玖」ではなく「球」である）が挙げられている。同書の球珠郡の条には、「昔此村有洪樟樹因曰球珠郡」と記されており、昔、この地に大きな樟があったことに因んで付けられたとされる。範囲は、概ね現在の玖珠郡全域にあたる。
また、承平年間（931年 - 938年）に成立した『和名類聚抄』でも、球珠郡とされており、今巳、小田、永野の3郷があったと記されている。

### 江戸時代
1803年の唐橋世済他『豊後国志』によれば当時の玖珠郡には郷四、山田、古後、帆足の4郷があり、村は麻生原（アソバル）、内匠（タクミ）、恵良（ケラ）、美良津、魚返（オカエリ）など合計81村（村54、支村27）。人口は約29,000人（石高29,333石）。特産品は砂金、明礬石、砥石、天麻（漢方薬原料のオニノヤガラ）等。

### 近世以降の沿革
- 「旧高旧領取調帳」に記載されている明治初年時点での支配は以下の通り。（40村）

| 知行   | 知行       | 村数 | 村名 |
| ------ | ---------- | ---- | --- |
| 幕府領 | 西国筋郡代 | 33村 | 湯坪村、田野村、菅原村、代太郎村、萩ヶ原村、後野上村、野上村、町田村、木納水村、小引治村、引治村、粟野村、右田村、上旦村、下旦村、恵良村、見良津村、松木村、辻村、書曲村、岩室村、南大隈村、北大隈村、木牟田村、四日市村、下塚脇村、上塚脇村、瀬戸口村、中山田村、小田村、山浦村、戸畑村、魚返村 |
| 藩領   | 豊後森藩   | 7村  | 森村、帆足村、日出生村、太田村、綾垣村、山下村、古後村 |

- 慶応4年閏4月25日（1868年6月15日） - 幕府領が日田県の管轄となる。
- 明治4年
  - 7月14日（1871年8月29日） - 廃藩置県により、藩領が森県の管轄となる。
  - 11月14日（1871年12月25日） - 第1次府県統合により、全域が大分県の管轄となる。
- 明治8年（1875年）（26村）
  - 南大隈村・北大隈村が合併して大隈村となる。
  - 下塚脇村・上塚脇村が合併して塚脇村となる。
  - 瀬戸口村・中山田村が合併して山田村となる。
  - 代太郎村・萩ヶ原村・魚返村が戸畑村に、木納水村・小引治村が引治村に、上旦村・下旦村が右田村に、見良津村が恵良村に、辻村・書曲村が松木村に、木牟田村が四日市村にそれぞれ合併。
- 明治11年（1878年）11月1日 - 郡区町村編制法の大分県での施行により、行政区画としての玖珠郡が発足。郡役所が森村に設置。

### 町村制以降の沿革

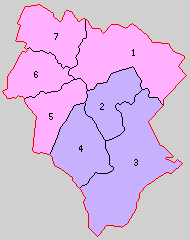
1.森村 2.東飯田村 3.飯田村 4.南山田村 5.万年村 6.北山田村 7.八幡村（紫：九重町 桃：玖珠町）

- 明治22年（1889年）4月1日 - 町村制の施行により、以下の町村が発足。（7村）
  - 森村 ← 森村、帆足村、日出生村、岩室村（現・玖珠町）
  - 東飯田村 ← 恵良村、右田村、松木村（現・九重町）
  - 飯田村 ← 後野上村、田野村、湯坪村、野上村（現・九重町）
  - 南山田村 ← 町田村、菅原村、引治村、粟野村（現・九重町）
  - 万年村 ← 塚脇村、大隈村、山田村、小田村、山浦村（現・玖珠町）
  - 北山田村 ← 戸畑村、四日市村（現・玖珠町）
  - 八幡村 ← 太田村、綾垣村、山下村、古後村（現・玖珠町）
- 明治24年（1891年）4月1日 - 郡制を施行。
- 明治26年（1893年）12月13日 - 森村が町制施行して森町となる。（1町6村）
- 明治29年（1896年）10月1日 - 飯田村の一部（野上・後野上）・東飯田村の一部（右田の大部分）が分立して野上村が発足[6]。（1町7村）
- 大正12年（1923年）4月1日 - 郡会が廃止。郡役所は存続。
- 大正15年（1926年）7月1日 - 郡役所が廃止。以降は地域区分名称となる。
- 昭和2年（1927年）4月1日 - 万年村が町制施行・改称して玖珠町となる。（2町6村）
- 昭和17年（1942年）7月1日 - 玖珠地方事務所が森町に置かれ、玖珠郡全域を管轄する。
- 昭和26年（1951年）1月1日 - 野上村が町制施行して野上町となる[7]。（3町5村）
- 昭和30年（1955年）
  - 2月1日 - 野上町・飯田村・東飯田村・南山田村が合併して九重町が発足。（3町2村）
  - 3月1日 - 森町・玖珠町・北山田村・八幡村が合併し、改めて玖珠町が発足。（2町）

### 変遷表
| 明治以前 | 明治以前 | 明治8年  | 明治22年 4月1日 町村制施行 | 明治22年 - 大正15年        | 昭和元年 - 昭和29年           | 昭和30年 - 現在       | 現在   |
| -------- | -------- | -------- | -------------------------- | -------------------------- | ----------------------------- | --------------------- | ------ |
| 森村     | 森村     | 森村     | 森村                       | 明治26年12月13日 町制 森町 | 森町                          | 昭和30年3月1日 玖珠町 | 玖珠町 |
| 帆足村   | 帆足村   | 帆足村   | 森村                       | 明治26年12月13日 町制 森町 | 森町                          | 昭和30年3月1日 玖珠町 | 玖珠町 |
| 日出生村 | 日出生村 | 日出生村 | 森村                       | 明治26年12月13日 町制 森町 | 森町                          | 昭和30年3月1日 玖珠町 | 玖珠町 |
| 岩室村   | 岩室村   | 岩室村   | 森村                       | 明治26年12月13日 町制 森町 | 森町                          | 昭和30年3月1日 玖珠町 | 玖珠町 |
| 下塚脇村 | 下塚脇村 | 塚脇村   | 万年村                     | 万年村                     | 昭和2年4月1日 町制改称 玖珠町 | 昭和30年3月1日 玖珠町 | 玖珠町 |
| 上塚脇村 |          | 塚脇村   | 万年村                     | 万年村                     | 昭和2年4月1日 町制改称 玖珠町 | 昭和30年3月1日 玖珠町 | 玖珠町 |
| 南大隈村 | 南大隈村 | 大隈村   | 万年村                     | 万年村                     | 昭和2年4月1日 町制改称 玖珠町 | 昭和30年3月1日 玖珠町 | 玖珠町 |
| 北大隈村 |          | 大隈村   | 万年村                     | 万年村                     | 昭和2年4月1日 町制改称 玖珠町 | 昭和30年3月1日 玖珠町 | 玖珠町 |
| 瀬戸口村 | 瀬戸口村 | 山田村   | 万年村                     | 万年村                     | 昭和2年4月1日 町制改称 玖珠町 | 昭和30年3月1日 玖珠町 | 玖珠町 |
| 中山田村 |          | 山田村   | 万年村                     | 万年村                     | 昭和2年4月1日 町制改称 玖珠町 | 昭和30年3月1日 玖珠町 | 玖珠町 |
| 小田村   | 小田村   | 小田村   | 万年村                     | 万年村                     | 昭和2年4月1日 町制改称 玖珠町 | 昭和30年3月1日 玖珠町 | 玖珠町 |
| 山浦村   | 山浦村   | 山浦村   | 万年村                     | 万年村                     | 昭和2年4月1日 町制改称 玖珠町 | 昭和30年3月1日 玖珠町 | 玖珠町 |
| 太田村   | 太田村   | 太田村   | 八幡村                     | 八幡村                     | 八幡村                        | 昭和30年3月1日 玖珠町 | 玖珠町 |
| 綾垣村   | 綾垣村   | 綾垣村   | 八幡村                     | 八幡村                     | 八幡村                        | 昭和30年3月1日 玖珠町 | 玖珠町 |
| 山下村   | 山下村   | 山下村   | 八幡村                     | 八幡村                     | 八幡村                        | 昭和30年3月1日 玖珠町 | 玖珠町 |
| 古後村   | 古後村   | 古後村   | 八幡村                     | 八幡村                     | 八幡村                        | 昭和30年3月1日 玖珠町 | 玖珠町 |
| 戸畑村   | 戸畑村   | 戸畑村   | 北山田村                   | 北山田村                   | 北山田村                      | 昭和30年3月1日 玖珠町 | 玖珠町 |
| 代太郎村 |          | 戸畑村   | 北山田村                   | 北山田村                   | 北山田村                      | 昭和30年3月1日 玖珠町 | 玖珠町 |
| 萩ヶ原村 |          | 戸畑村   | 北山田村                   | 北山田村                   | 北山田村                      | 昭和30年3月1日 玖珠町 | 玖珠町 |
| 魚返村   |          | 戸畑村   | 北山田村                   | 北山田村                   | 北山田村                      | 昭和30年3月1日 玖珠町 | 玖珠町 |
| 四日市村 | 四日市村 | 四日市村 | 北山田村                   | 北山田村                   | 北山田村                      | 昭和30年3月1日 玖珠町 | 玖珠町 |
| 木牟田村 |          | 四日市村 | 北山田村                   | 北山田村                   | 北山田村                      | 昭和30年3月1日 玖珠町 | 玖珠町 |
| 恵良村   | 恵良村   | 恵良村   | 東飯田村                   | 東飯田村                   | 東飯田村                      | 昭和30年2月1日 九重町 | 九重町 |
| 見良津村 |          | 恵良村   | 東飯田村                   | 東飯田村                   | 東飯田村                      | 昭和30年2月1日 九重町 | 九重町 |
| 松木村   | 松木村   | 松木村   | 東飯田村                   | 東飯田村                   | 東飯田村                      | 昭和30年2月1日 九重町 | 九重町 |
| 辻村     |          | 松木村   | 東飯田村                   | 東飯田村                   | 東飯田村                      | 昭和30年2月1日 九重町 | 九重町 |
| 書曲村   |          | 松木村   | 東飯田村                   | 東飯田村                   | 東飯田村                      | 昭和30年2月1日 九重町 | 九重町 |
| 右田村   | 一部     | 右田村   | 東飯田村                   | 東飯田村                   | 東飯田村                      | 昭和30年2月1日 九重町 | 九重町 |
| 右田村   | 一部     | 右田村   | 東飯田村                   | 明治29年3月29日 野上村     | 昭和26年1月1日 町制 野上町    | 昭和30年2月1日 九重町 | 九重町 |
| 上旦村   |          | 右田村   | 東飯田村                   | 明治29年3月29日 野上村     | 昭和26年1月1日 町制 野上町    | 昭和30年2月1日 九重町 | 九重町 |
| 下旦村   |          | 右田村   | 東飯田村                   | 明治29年3月29日 野上村     | 昭和26年1月1日 町制 野上町    | 昭和30年2月1日 九重町 | 九重町 |
| 後野上村 | 後野上村 | 後野上村 | 飯田村                     | 明治29年3月29日 野上村     | 昭和26年1月1日 町制 野上町    | 昭和30年2月1日 九重町 | 九重町 |
| 野上村   | 野上村   | 野上村   | 飯田村                     | 明治29年3月29日 野上村     | 昭和26年1月1日 町制 野上町    | 昭和30年2月1日 九重町 | 九重町 |
| 田野村   | 田野村   | 田野村   | 飯田村                     | 飯田村                     | 飯田村                        | 昭和30年2月1日 九重町 | 九重町 |
| 湯坪村   | 湯坪村   | 湯坪村   | 飯田村                     | 飯田村                     | 飯田村                        | 昭和30年2月1日 九重町 | 九重町 |
| 町田村   | 町田村   | 町田村   | 南山田村                   | 南山田村                   | 南山田村                      | 昭和30年2月1日 九重町 | 九重町 |
| 菅原村   | 菅原村   | 菅原村   | 南山田村                   | 南山田村                   | 南山田村                      | 昭和30年2月1日 九重町 | 九重町 |
| 引治村   | 引治村   | 引治村   | 南山田村                   | 南山田村                   | 南山田村                      | 昭和30年2月1日 九重町 | 九重町 |
| 木納水村 |          | 引治村   | 南山田村                   | 南山田村                   | 南山田村                      | 昭和30年2月1日 九重町 | 九重町 |
| 小引治村 |          | 引治村   | 南山田村                   | 南山田村                   | 南山田村                      | 昭和30年2月1日 九重町 | 九重町 |
| 粟野村   | 粟野村   | 粟野村   | 南山田村                   | 南山田村                   | 南山田村                      | 昭和30年2月1日 九重町 | 九重町 |

## 行政
- 歴代郡長

| 代 | 氏名 | 就任年月日                | 退任年月日                | 備考                   |
| -- | ---- | ------------------------- | ------------------------- | ---------------------- |
| 1  |      | 明治11年（1878年）11月1日 |                           |                        |
|    |      |                           | 大正15年（1926年）6月30日 | 郡役所廃止により、廃官 |

## 関連文献
- 玖珠郡史編集委員会 編『玖珠郡史』1917年。